# Davorin Lenko
Davorin Lenko, slovenski pisatelj, pesnik in glasbeni kritik, * 8. februar 1984, Slovenj Gradec.

## Življenje
Otroštvo je preživel v Solčavi v Zgornji Savinsjki dolini. Po srednji šoli v Celju je vpisal študij primerjalne književnosti na ljubljanski filozofski fakulteti, ki ga je zaključil leta 2012 z diplomskim delom Intertekstualnost in metafikcija v knjižni seriji The Dark Tower Stephena Kinga.

## Delo
Za različne spletne (Paranoid, Profanity), pa tudi tiskane medije (Master Magazine), se je med letoma 2008 in 2012 ukvarjal z glasbeno kritiko in glasbenim novinarstvom, kjer je prvotno raziskoval predvsem black metal. Tudi sicer glasba in glasbene reference predstavljajo pomembno sredstvo komuniciranja v njegovih tekstih.
S književnostjo se aktivneje ukvarja od leta 2010. Kratko prozo in eseje, občasneje pa tudi poezijo, je objavljal v vseh pomembnejših slovenskih literarnih revijah. Za kratko zgodbo Zver in brezno je leta 2012 prejel prvo nagrado dvojezičnega natečaja v Pliberku, kratka zgodba Samoumevnosti pa je bila istega leta nominirana za nagrado za najboljšo kratko zgodbo na 17. slovenskih dnevih knjige. Lenkov esej Zapiski o black metalu je bil leta 2016 nominiran za najboljši esej na 21. slovenskih dnevih knjige.
Leta 2013 je pri založbi Center za slovensko književnost (zbirka Aleph) izšel Lenkov knjižni prvenec, roman Telesa v temi. Marca 2016 je v zbirki Litterae slovenicae (Društvo slovenskih pisateljev) izšel prevod romana v nemškem jeziku (Körper im Dunkeln). Novembra 2016 je izšla Lenkova druga samostojna knjiga, zbirka kratke proze z naslovom Postopoma zapuščati Misantropolis (COBISS). Knjiga je bila konec avgusta 2017 nominirana za nagrado novo mesto, ki jo podeljuje založba Goga za najboljšo zbirko kratke proze preteklega leta.
Februarja 2018 je pri Cankarjevi založbi izšel Lenkov drugi roman, Bela pritlikavka. Marca 2019 je bila po Lenkovem besedilu v Gledališču Glej upizorjena monodrama Psiho (režija: Jaša Koceli), maja 2020 pa je pri Cankarjevi založbi izšla njegova druga zbirka kratke proze Psihoporn.
Konec leta 2021 je pri založbi LUD Literatura izšel Lenkov roman Triger, ki je bil uvrščen v ožji izbor za nagrado kresnik 2022.

## Priznanja in nagrade
Roman Telesa v temi je junija 2014 prejel nagrado Kresnik za najboljši izvirni slovenski roman preteklega leta, novembra istega leta pa še nagrado kritiško sito, ki jo podeljuje Društvo slovenskih literarnih kritikov. Poleg tega je Lenko za roman prejel še nagrado Edija Mavriča Savinjčana ter priznanje občine Solčava.
Lenkova knjiga Psihoporn (Cankarjeva založba, 2020) je bila v 2021 nominirana za Nagrado Evropske unije za književnost (EUPL). Septembra 2021 je Lenko za kratko zgodbo Violina in žiletke prejel nagrado Arosva lastovka, ki jo podeljuje tretji program Radia Slovenia.